# 신의 은총
신의 은총, 신의 은혜, 하나님 은혜는 많은 종교에 존재하는 신학 용어이다. 거듭나고 성결하게 하며, 덕스러운 충동을 불러일으키고, 시련을 견디고 유혹에 저항할 수 있는 힘을 주기 위해 인간 안에서 작용하는 신성한 영향력으로, 그리고 신성한 기원의 개인적인 미덕이나 탁월성으로서 정의 (논리학)되어 왔다.

## 번역
한국어 번역어인 은총(恩寵)과 성총(聖寵) 모두 동아시아 유교 문화권에서 “임금의 은혜”를 가리키는 말이었다.

## 동양 종교

### 힌두교
인도와 네팔 전역에서 구할 수 있는 힌두교 신앙 또는 박티 문헌에는 영적 자아 실현에 필요한 궁극적인 열쇠로서 은혜(크리파)에 대한 언급이 가득하다. 고대 현자 바시스타(Vasistha)와 같은 일부는 그의 고전에서 요가 바시스타(Yoga Vasistha)는 그것이 일생의 카르마의 속박을 초월하는 유일한 방법이라고 생각했다. 한 힌두교 철학자 마드바차리야(Madhvacharya)는 은혜는 하나님이 주신 선물이 아니라, 얻어야 하는 것이라고 주장했다.

## 아브라함계 종교

### 유대교
유대교에서 하나님의 은혜는 이스라엘의 하나님의 속성으로, 자신이 선택한 백성에 대한 헤세드(사랑의 친절과 자비)와 죄인, 약자, 불운한 사람에 대한 연민을 의미한다. 하나님의 은혜는 받을 자격이 없는 사람에게도 주어진다. 구약성경에서 선지자들은 회개하는 유대인들에게 하나님의 은혜를 약속했다.
탈무드에서 하나님의 은총은 하나님의 정의와 대조되는 "자비"라는 용어로 지정된다. 하나님의 이름 엘로힘은 자비를 의미하는 반면, 신명사문자는 정의(justice)를 의미한다. 유대 현자들에 따르면 은혜는 자비로운 사람들, 토라를 연구하는 사람들, 그리고 조상이나 후손이 그들을 위해 은혜를 받은 사람들에게 주어진다. 의로운 사람들은 신성한 정의를 신성한 자비로 바꿀 수 있다.
중세 유대 철학자들은 하나님의 은총을 언급하지 않았지만, 유대 전례에는 특히 나팔절과 욤 키푸르에 대한 언급이 많이 포함되어 있다.

### 서방 기독교
기독교에서 은혜는 죄인을 구원하고 축복을 베푸는 과정에서 나타나는 하나님의 거저 주시는 은총이다. 일반적인 기독교 가르침은 은혜란 하나님이 그의 아들 예수 그리스도를 보내어 십자가에 죽게 하심으로써 인간을 죄로부터 영원한 구원을 보장하심으로써 인류에게 베푸신 과분한 자비(호의)라는 것이다.

## 같이 보기
- 바라카
- 세계평화통일가정연합